# 2025-ös UEFA-bajnokok ligája-döntő
A 2025-ös UEFA-bajnokok ligája-döntő az európai labdarúgó-klubcsapatok legrangosabb tornájának 33., jogelődjeivel együttvéve a 70. döntője volt. A döntőt 2025. május 31-én rendezték a németországi Münchenben található Allianz Arénában, a francia Paris Saint-Germain és az olasz Internazionale között.
A mérkőzést a Paris Saint-Germain nyerte meg 5–0-ra, megszerezve ezzel első BEK/BL-trófeáját, és ezzel a Marseille 1993-as sikere után a második francia klub lett, amely megnyerte a sorozatot. Ez volt az európai kupadöntők történetének legnagyobb különbségű győzelme, és az öt rúgott gólt csak a Real Madrid 1960-ban szerzett hét találata múlta felül a BL-döntők történetében. Ezzel a Paris Saint-Germain története első triplázását hajtotta végre, ami egyben az első francia klubok történetében is. Luis Enrique a második olyan edző lett Pep Guardiola után, aki kétszer is triplázni tudott a csapatával.
Győztesként a Paris Saint-Germain jogot szerzett arra, hogy megmérkőzzön a 2024–25-ös UEFA Európa-liga győztesével, a Tottenham Hotspurrel a 2025-ös UEFA-szuperkupában, valamint automatikusan kvalifikálta magát a 2025-ös FIFA Interkontinentális Kupára és a 2029-es FIFA-klubvilágbajnokságra. Ez a mérkőzés volt egyben Simone Inzaghi utolsó találkozója az Internazionale vezetőedzőjeként, mivel három nappal a döntő után közös megegyezéssel távozott posztjáról.

## Háttér
A Paris Saint-Germain története során másodszor jutott be a bajnokok ligája döntőjébe, először a 2020-as finálé óta, amikor a Bayern Münchentől szenvedtek vereséget. Ez volt az ötödik európai kupadöntőjük: korábban kétszer is bejutottak az kupagyőztesek Európa-kupája fináléjába egymást követő években – 1996-ban 1–0-ra legyőzték a Rapid Wient, majd 1997-ben ugyanilyen arányban szenvedtek vereséget a Barcelonától. A klub a KEK győzelmének köszönhetően az egyik résztvevője lehetett az 1996-os UEFA-szuperkupának, ahol összesítésben 9–2-re alulmaradtak a Juventusszal szemben. A PSG arra készült, hogy története során először megnyerje a bajnokok ligáját, és ezzel az 1993-as Marseille után a második francia klubként hódítsa el a trófeát – ráadásul az akkori döntőhöz hasonlóan ezt is Münchenben rendezték. A csapat emellett az első francia klub lehetett, amely triplázást hajt végre, miután megnyerte a Ligue 1-et és a Coupe de France-t. A szezon elején már begyűjtötték a Trophée des Champions-t, így esélyük volt az általuk megnyerhető összes trófea megszerzésére. Vezetőedzőjük, Luis Enrique egy újabb triplázásra hajtott, miután a 2014–15-ös szezonban már sikerült neki a Barcelona csapatával. A cím elhódításával ő lett a második edző, aki két különböző alkalommal is triplázni tudott – az első Pep Guardiola volt, aki ezt a Barcelonával (2008–09) és a Manchester Cityvel (2022–23) tudta elérni. Luis Enrique emellett a hetedik olyan edző lett, aki két különböző klubbal is megnyerte a BEK-et vagy a Bajnokok Ligáját.
Ez volt az Internazionale történetének tizenharmadik európai kupadöntője és hetedik BEK/bajnokok ligája-döntője. Korábban három alkalommal hódították el a trófeát: 1964-ben 3–1-re győzték le a Real Madridot, 1965-ben hazai pályán 1–0-ra a Benficát, majd 2010-ben 2–0-ra a Bayern Münchent, akkor a cím elnyerése triplázást jelentett. Emellett három döntőt el is veszítettek: 1967-ben 2–1-re a Celtic ellen, 1972-ben 2–0-ra az Ajax ellen, valamint 2023-ban 1–0-ra a Manchester City ellen – mindhárom alkalommal az ellenfél triplázást ünnepelhetett. Az Inter öt UEFA-kupa/UEFA Európa-liga döntőben is szerepelt: a győztes oldalon álltak 1991-ben, 1994-ben és 1998-ban, míg 1997-ben és 2020-ban vereséget szenvedtek. Résztvevői voltak a 2010-es UEFA-szuperkupának is, ahol 2–0-ra kikaptak az Atlético Madridtól. Az Internazionale volt a legutóbbi olasz klub, amely megnyerte a bajnokok ligáját. 2010 óta csak egy másik olasz csapat – a rivális Juventus – jutott döntőbe, ám 2015-ben és 2017-ben is vereséget szenvedett. Simone Inzaghi első edzőként szerzett európai címére hajtott, pályafutása második nemzetközi trófeájára – a Lazio játékosaként 1999-ben megnyerte Manchester United elleni UEFA-szuperkupát. Középpályásuk, Henrih Mhitarján arra készült, hogy a tizenegyedik játékos legyen, aki mindhárom európai kupasorozatot megnyerte, és az első, aki ezt három különböző klubbal éri el: korábban az Európa-ligát a Manchester Uniteddel (2016–17), a Konferencia Ligát pedig a Romával (2021–22) nyerte meg.
A két klub sosem találkozott tétmérkőzésen, de öt felkészülési mérkőzést már játszottak egymás ellen.
Ez volt az első bajnokok ligája-döntő 2004 óta (akkor a Porto győzte le a Monacót), amelyben nem szerepelt angol, spanyol vagy német klub.

### Előző döntők
Megjegyzés: a torna elnevezése 1992-ig bajnokcsapatok Európa-kupája, 1993-tól UEFA-bajnokok ligája volt.
| Csapat              | Az ezt megelőző döntős szereplések évszámai (vastagon szedve a győztes évek) |
| ------------------- | ---------------------------------------------------------------------------- |
| Paris Saint-Germain | 1 (2020)                                                                     |
| Inter Milan         | 6 (1964, 1965, 1967, 1972, 2010, 2023)                                       |

## Helyszín
Ez volt a második UEFA-bajnokok ligája-döntő, amelyet a müncheni Allianz Arénában rendeztek; az elsőt 2012-ben tartották. Összességében ez volt az ötödik BEK/bajnokok ligája-döntő, amelyre Münchenben került sor, a korábbi három (1979, 1993 és 1997) az Olimpiai Stadionban zajlott. A Münchenben rendezett előző négy döntő mindegyikében egy új győztest avattak: a Nottingham Forest 1979-ben, a Marseille 1993-ban, a Borussia Dortmund 1997-ben, és a Chelsea 2012-ben nyerte el először a legrangosabb európai kupát. Ez volt a kilencedik alkalom, hogy Németország adott otthont a BEK/bajnokok ligája-döntőjének – korábban Stuttgartban rendezték a finálét 1959-ben és 1988-ban, Gelsenkirchenben 2004-ben, Berlinben pedig 2015-ben. Ezzel Németország beérte Olaszországot és Angliát, amelyek szintén kilenc döntőnek adtak otthont. Az Allianz Aréna korábban a 2006-os világbajnokság mérkőzéseinek is helyszíne volt, továbbá házigazdája volt a 2020-as Európa-bajnokság és 2024-es Európa-bajnokság egyes mérkőzéseinek is.

### Helyszínválasztás
2021. július 16-án az UEFA Végrehajtó Bizottsága bejelentette, hogy a 2023-as UEFA-bajnokok ligája-döntőt az isztambuli Atatürk Olimpiai Stadionban rendezik meg München helyett. Ennek oka az volt, hogy Isztambul korábban kétszer is elvesztette a finálé rendezési jogát a COVID–19 világjárvány miatt. Eredetileg a 2020-as döntőt rendezték volna ott, ám azt Lisszabonba helyezték át, és a rendező városokat egy évvel eltolták, így Isztambul kapta volna meg a 2021-es finálét. Azonban néhány héttel a mérkőzés előtt a 2021-es döntőt is áthelyezték Portóba az utazási korlátozások miatt.
Münchent eredetileg a 2022-es finálé helyszíneként jelölte ki az UEFA Végrehajtó Bizottsága 2019. szeptember 24-i ljubljanai ülésén. Az frissített tervek szerint a város végül a 2023-as döntőt rendezte volna. Azonban Isztambul csak 2023-ban tudott rendezni, így München csak 2025-re kapta meg a finálé rendezési jogát.

## Út a döntőig
Megjegyzés: az eredmények a döntősök szempontjából értendőek (H: hazai pályán; I: idegenben).
| Hely. | Csapat              | M | P  |
| ----- | ------------------- | - | -- |
| 13.   | Milan               | 8 | 15 |
| 14.   | PSV Eindhoven       | 8 | 14 |
| 15.   | Paris Saint-Germain | 8 | 13 |
| 16.   | Benfica             | 8 | 13 |
| 17.   | Monaco              | 8 | 13 |

| Hely. | Csapat             | M | P  |
| ----- | ------------------ | - | -- |
| 2.    | Barcelona          | 8 | 19 |
| 3.    | Arsenal            | 8 | 19 |
| 4.    | Internazionale     | 8 | 19 |
| 5.    | Atlético de Madrid | 8 | 18 |
| 6.    | Bayer Leverkusen   | 8 | 16 |

## Mérkőzés előtti események

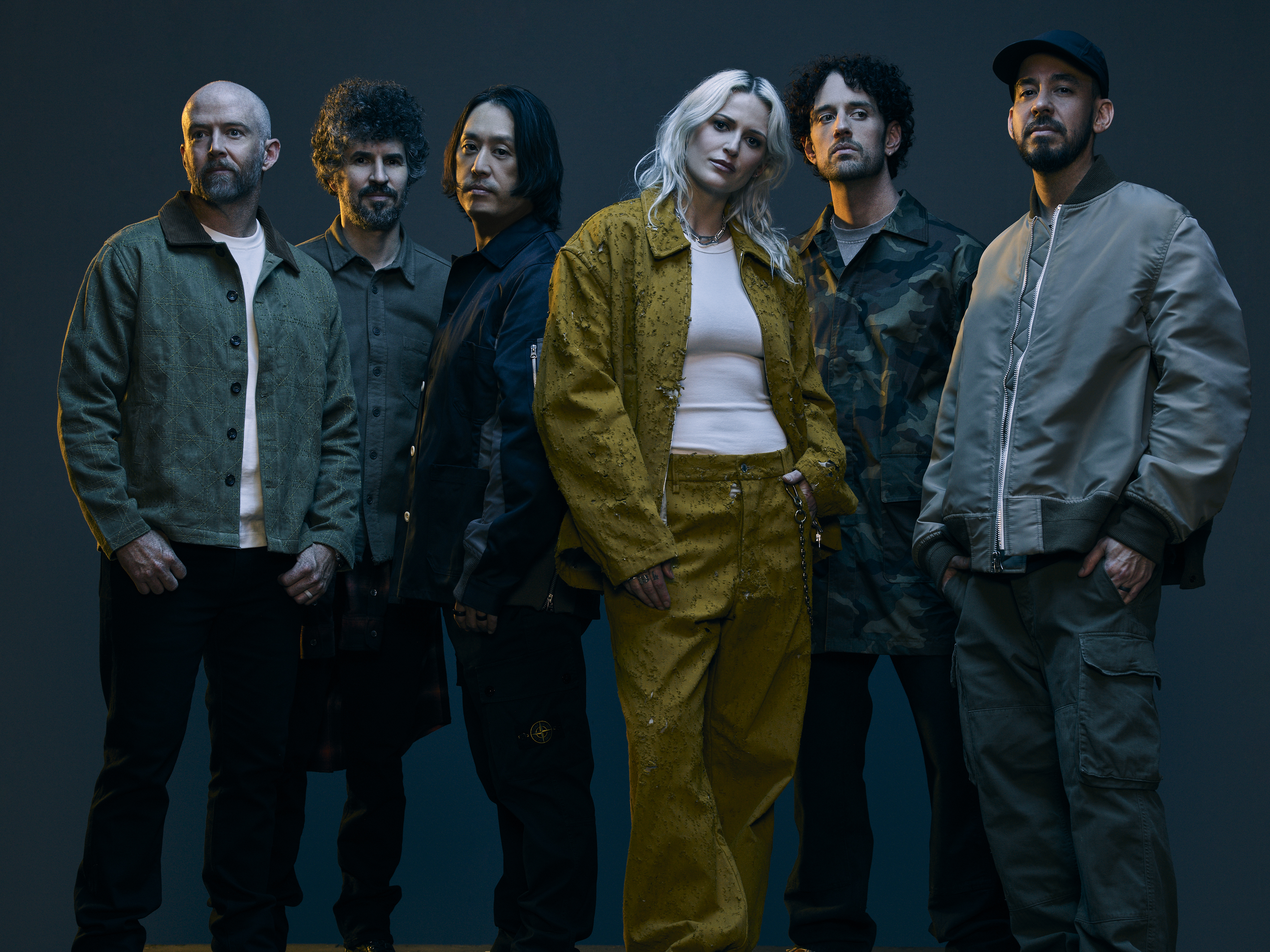
A Linkin Park, a nyitóünnepség fő fellépője

A 2025-ös UEFA-bajnokok ligája-döntő grafikai arculatát 2025. január 28-án mutatták be. Április 16-án bejelentették, hogy az amerikai rockegyüttes, a Linkin Park lesz a nyitóünnepség fő fellépője. Május 26-án a német hegedűművész, David Garrett is bekerült a programba: előadta a the White Stripes híres számának, a Seven Nation Army-nak egy átdolgozott változatát a trófeabemutató során, közvetlenül a csapatok pályára lépése előtt.

## A mérkőzés
A Paris Saint-Germain nagy lendülettel és intenzív letámadással kezdte a mérkőzést. A 12. percben Vitinha egy pontos passzal ugratta ki Douét a tizenhatoson belül, aki az üresen maradt Achraf Hakimit találta meg a hosszú oldalon – a marokkói védő könnyedén a kapuba gurított, megszerezve a vezetést a párizsiaknak. A második gól nyolc perccel később következett: az ellentámadást Willian Pacho akrobatikus mentése az alapvonalról indította el, amelynek végén Ousmane Dembélé helyzetbe hozta Douét a tizenhatos előterében. Doué lövése Federico Dimarco lábán megpattanva becsapta az Inter kapusát Yann Sommert, aki tehetetlenül nézte végig ahogy a labda a hálóba vágódik. Az első félidőben az Internek is voltak lehetőségei a hátrány csökkentésére, de Francesco Acerbi (23') és Marcus Thuram (37') fejese is elekrülte a kaput. A játékrész végén a PSG újabb gólokat szerezhetett volna, de Dembélé (44') és Hvicsa Kvarachelia (45+2') sem tudtak betalálni.
A második félidő első percében a Paris Saint-Germain játékosa, Kvarachelia lövése nem talált kaput. Ezt követően az Inter Milan szabadrúgáshoz jutott Hakan Çalhanoğlu révén, de ez a lövés is célt tévesztett. Az 50. percben Nicolò Barella kezezést reklamált Marquinhos megmozdulásánál, de a játékvezető nem ítélt büntetőt. Az Inter ezután végrehajtotta a mérkőzés első cseréit: Benjamin Pavard és Dimarco helyére Yann Bisseck és Nicola Zalewski érkezett. Zalewski két perccel a pályára lépése után sárga lapot kapott, miután becsúszva szabálytalankodott Fabián Ruiz ellen. Az 58. percben Simone Inzaghi, az Inter vezetőedzője is sárga lapot kapott reklamálásért. A 61. percben újabb két csere következett az olaszoktól: Mhitarján helyére Matteo Darmian, míg a frissen beállt, de térdsérülést szenvedő Bisseck helyére Carlos Augusto érkezett. Két perccel később a PSG megszerezte harmadik gólját: egy Dembelé–Vitinha kontra végén Doué futott be a tizenhatosra, Vitinha passzát követően a hálóba lőtt. A gólöröm közben levette a mezét, amiért sárga lapot kapott. A 67. percben lecserélték, helyére Bradley Barcola állt be. A 69. percben Marcus Thuram szabálytalankodott Ruizzal szemben, s ezért sárga lapot kapott; négy perccel később Francesco Acerbi is besárgult. Az Inter újabb cserét hajtott végre: Çalhanoğlu helyére Kristjan Asllani érkezett. A 73. percben Kvarachelia megszerezte a PSG negyedik gólját: a grúz játékost Dembelé indította egy remek ütemű passzal, amellyel a balszélső az Inter védelme mögé került már a félpályánál, és higgadtan befejezte az akciót. Három perccel később Thuram nevéhez fűződött az Inter első kaput eltaláló lövése, de ezt Donnarumma könnyedén hárította. A PSG több cserét is végrehajtott: Nuno Mendest Lucas Hernandez váltotta, majd Kvaratskhelia, João Neves és Ruiz helyére Gonçalo Ramos, Warren Zaïre-Emery és Senny Mayulu érkezett. Mayulu mindössze három perccel a beállása után megszerezte a csapat ötödik gólját, a 19 éves játékos éles szögből lőtt a kapuba.

### Részletek
| 2025. május 31. 21:00 |

| Paris Saint-Germain                                | 5–0               | Internazionale |
| -------------------------------------------------- | ----------------- | -------------- |
| Hakimi 12' Doué 20' 63' Kvarachelia 73' Mayulu 86' | (2–0) Jegyzőkönyv |                |

| Allianz Arena, München Nézőszám: 64 327 Játékvezető: Kovács István (román) |

| Paris Saint-Germain | Inter Milan |

| GK           | 1  | Gianluigi Donnarumma |     |     |
| RB           | 2  | Achraf Hakimi        | 90' |     |
| CB           | 5  | Marquinhos (c)       |     |     |
| CB           | 51 | Willian Pacho        |     |     |
| LB           | 25 | Nuno Mendes          |     | 78' |
| CM           | 87 | João Neves           |     | 84' |
| CM           | 17 | Vitinha              |     |     |
| CM           | 8  | Fabián Ruiz          |     | 84' |
| RF           | 14 | Désiré Doué          | 65' | 66' |
| CF           | 10 | Ousmane Dembélé      |     |     |
| LF           | 7  | Hvicsa Kvarachelia   |     | 84' |
| Cserék:      |    |                      |     |     |
| GK           | 39 | Matvei Safonov       |     |     |
| GK           | 80 | Arnau Tenas          |     |     |
| DF           | 3  | Presnel Kimpembe     |     |     |
| DF           | 21 | Lucas Hernández      |     | 78' |
| DF           | 35 | Lucas Beraldo        |     |     |
| MF           | 19 | I Gangin             |     |     |
| MF           | 24 | Senny Mayulu         |     | 84' |
| MF           | 33 | Warren Zaïre-Emery   |     | 84' |
| FW           | 9  | Gonçalo Ramos        |     | 84' |
| FW           | 29 | Bradley Barcola      |     | 66' |
| FW           | 49 | Ibrahim Mbaye        |     |     |
| Vezetőedző:  |    |                      |     |     |
| Luis Enrique |    |                      |     |     |

| GK             | 1              | Yann Sommer          |     |         |
| CB             | 28             | Benjamin Pavard      |     | 53'     |
| CB             | 15             | Francesco Acerbi     | 71' |         |
| CB             | 95             | Alessandro Bastoni   |     |         |
| RM             | 2              | Denzel Dumfries      |     |         |
| CM             | 23             | Nicolò Barella       |     |         |
| CM             | 20             | Hakan Çalhanoğlu     |     | 70'     |
| CM             | 22             | Henrih Mhitarján     |     | 62'     |
| LM             | 32             | Federico Dimarco     |     | 53'     |
| CF             | 9              | Marcus Thuram        | 69' |         |
| CF             | 10             | Lautaro Martínez (c) |     |         |
| Cserék:        |                |                      |     |         |
| GK             | 12             | Raffaele Di Gennaro  |     |         |
| GK             | 13             | Josep Martínez       |     |         |
| DF             | 6              | Stefan de Vrij       |     |         |
| DF             | 30             | Carlos Augusto       |     | 62'     |
| DF             | 31             | Yann Aurel Bisseck   |     | 53' 62' |
| DF             | 36             | Matteo Darmian       |     | 62'     |
| MF             | 7              | Piotr Zieliński      |     |         |
| MF             | 16             | Davide Frattesi      |     |         |
| MF             | 21             | Kristjan Asllani     |     | 70'     |
| MF             | 59             | Nicola Zalewski      | 56' | 53'     |
| FW             | 8              | Marko Arnautović     |     |         |
| FW             | 99             | Mehdi Táremi         |     |         |
| Vezetőedző:    |                |                      |     |         |
| Simone Inzaghi | Simone Inzaghi | Simone Inzaghi       | 58' |         |

| A mérkőzés játékosa: Désiré Doué (Paris Saint-Germain) Asszisztensek: Mihai Marica (Románia) Ferencz Tunyogi (Románia) Negyedik játékvezető: João Pinheiro (Portugália) Tartalék játékvezető: Bruno Jesus (Portugália) Videóbírók: Dennis Higler (Hollandia) Cătălin Popa (Románia) Pol van Boekel (Hollandia) | Szabályok - 90 perc játékidő - 30 perc hosszabbítás döntetlen esetén, majd büntetőpárbaj - 12 nevezhető cserejátékos - Öt játékos cserélhető, a hosszabbításban még egy cserelehetősége van mindkét csapatnak. A cserékre három alkalommal van lehetőség, amelybe nem számít bele a félidő, a hosszabbítás előtti szünet és a hosszabbítás félideje. |

### Statisztikák
| Statisztika            | Paris Saint-Germain | Inter Milan |
| ---------------------- | ------------------- | ----------- |
| Lőtt gólok             | 2                   | 0           |
| Kapura lövés           | 13                  | 2           |
| Kaput eltaláló lövések | 5                   | 0           |
| Védések                | 0                   | 3           |
| Labdabirtoklás         | 61%                 | 39%         |
| Szöglet                | 3                   | 2           |
| Szabálytalanság        | 5                   | 1           |
| Les                    | 0                   | 1           |
| Sárga lap              | 0                   | 0           |
| Piros lap              | 0                   | 0           |

| Statisztika            | Paris Saint-Germain | Inter Milan |
| ---------------------- | ------------------- | ----------- |
| Lőtt gólok             | 3                   | 0           |
| Kapura lövés           | 10                  | 6           |
| Kaput eltaláló lövések | 3                   | 2           |
| Védések                | 2                   | 0           |
| Labdabirtoklás         | 57%                 | 43%         |
| Szöglet                | 1                   | 4           |
| Szabálytalanság        | 8                   | 6           |
| Les                    | 0                   | 4           |
| Sárga lap              | 2                   | 4           |
| Piros lap              | 0                   | 0           |

| Statisztika            | Paris Saint-Germain | Inter Milan |
| ---------------------- | ------------------- | ----------- |
| Lőtt gólok             | 5                   | 0           |
| Kapura lövés           | 23                  | 8           |
| Kaput eltaláló lövések | 8                   | 2           |
| Védések                | 2                   | 3           |
| Labdabirtoklás         | 59%                 | 41%         |
| Szöglet                | 4                   | 6           |
| Szabálytalanság        | 13                  | 7           |
| Les                    | 0                   | 5           |
| Sárga lap              | 2                   | 4           |
| Piros lap              | 0                   | 0           |

## A mérkőzés utóélete
Győzelmével a Paris Saint-Germain története első BEK/Bajnokok Ligája-címét szerezte meg, ezzel a 24. csapat lett, amely elhódította a trófeát. Ez egyben a második alkalom volt, hogy francia klub nyerte meg a trófeát – ez elsőre az Olympique Marseillenek sikerült 1993-ban. A BL-győzelemmel PSG nevéhez fűződik az európai futball történetének tizenegyedik triplázása, amelyet kilencedik klubként és első francia együttesként ért el. Ez volt a párizsiak negyedik trófeája az idényben, miután korábban megnyerték a Trophée des Champions-t, a Ligue 1-et és a Coupe de France-t. Luis Enrique második alkalommal nyerte meg a Bajnokok Ligáját vezetőedzőként – előzőleg 2015-ben a Barcelonával, akkor szintén triplázott a csapatával. Ezzel ő lett a 21. edző, aki többször is diadalmaskodott a sorozatban, és a hetedik, akinek ez különböző klubokkal sikerült. Emellett ő a második edző, aki többször is tudott triplázni – az első Pep Guardiola volt, aki szintén a Barcelonával szerezte első tripláját.
A Paris Saint-Germain öt gólt szerzett a döntőben, az Internazionale pedig erre nem tudott válaszolni, így a francia csapat rekordot állított fel a legnagyobb különbségű győzelem tekintetében az európai kupadöntőkben. Ami a BEK/Bajnokok Ligája-döntőket illeti, ez az eredmény meghaladta az eddigi legnagyobb, négygólos különbségű győzelmeket (1960, az 1974-es 2. mérkőzés, 1989 és 1994). A PSG öt találata holtversenyben a második legtöbb a döntőben – Benfica 1962-ben szerzett ugyanennyi gólt –, míg az abszolút rekordot továbbra is a Real Madrid tartja a maga hét találatával az 1960-as döntőből. Senny Mayulu a második legfiatalabb gólszerző lett a sorozat fináléjában, csak Patrick Kluivert előzi meg 1995-ből, míg Désiré Doué a negyedik legfiatalabb lett. Douét választották a mérkőzés emberének duplájával, és ő kapta meg a Bajnokok Ligája Év Fiatal Játékosa díjat is. A Paris Saint-Germain győzelme azt is jelentette, hogy először a Porto 2004-es sikere óta nem az angol, spanyol, olasz vagy német bajnokságból érkező csapat nyerte meg a sorozatot.
Az Inter Milan veresége a klub negyedik BL-döntős kudarcát jelentette (1967, 1972 és 2023 után), és egyben ez már a második volt az utóbbi három szezonon belül. Mivel a csapat második lett a Serie A-ban és a szuperkupában is, valamint kiesett az olasz kupából az elődöntőben, a döntőbeli vereséggel eldőlt, hogy az Inter először zárt trófea nélkül egy idényt a 2019–2020-as szezon óta – akkor alulmaradtak egy európai fináléban. Az Inter edzője, Simone Inzaghi a vereséget „fájdalmasnak” és „csalódást keltőnek” nevezte, ugyanakkor hangsúlyozta, hogy a csapat képes lesz felállni, ahogy 2023-ban is megtette. A döntő azonban végül Inzaghi utolsó mérkőzése volt az Inter élén, mivel három nappal később közös megegyezéssel távozott a klub éléről.
A győzelem révén a Paris Saint-Germain több további nemzetközi sorozatra is kvalifikálta magát: ennek köszönhetően részt vehet a 2025-ös UEFA-szuperkupán, ahol a 2024–2025-ös Európa-liga győztese, a Tottenham Hotspur lesz az ellenfele; bejutott a 2025-ös FIFA Interkontinentális Kupa döntőjébe; valamint kijutott a 2029-es FIFA-klubvilágbajnokságra, amely a FIFA négyévente megrendezett tornája.

### Ünneplések és zavargások
A Paris Saint-Germain győzelme után Franciaország-szerte ünneplések kezdődtek az éjszaka folyamán. Több helyszínen is zavargások törtek ki: országszerte két ember vesztette életét, 192-en megsérültek, és 559 személyt őrizetbe vettek. Egy 17 éves fiút halálra késeltek Dax városában, míg egy 23 éves férfit halálra gázolt egy jármű Párizs belvárosában, miközben robogóján közlekedett. A francia belügyminisztérium tájékoztatása szerint csak Párizsban 491 embert tartóztattak le, 264 járművet felgyújtottak, és az incidensek során 22 rendőr és 7 tűzoltó is megsérült. Grenoble-ban négy PSG-szurkoló sebesült meg, miután egy autó a tömegbe hajtott. A fővárosban az ünneplések alatt üzleteket fosztottak ki, buszmegállókat rongáltak meg, petárdákat robbantottak és tűzijátékokat lőttek fel, miközben összecsapások zajlottak a Champs-Élysées környékén és a Parc des Princes közelében. A hatóságok előre számítottak rendbontásokra, így körülbelül 5400 rendőrt vezényeltek ki Párizs utcáira. A párizsi rendőrfőnök megerősítette, hogy a másnapi trófeaünnepséget megtartják, viszont fokozott rendőri és katonai jelenléttel fogják majd biztosítani a rendezvényt.